# Anarrhichthys
Anarrhichthys is een monotypisch geslacht van straalvinnige vissen uit de familie van de Anarhichadidae (Zeewolven).

## Soort
- Anarrhichthys ocellatus Ayres, 1855